# بريط تركستاني
بريط تركستاني (الاسم العلمي:Dipcadi turkestanicum) هو نوع من النباتات يتبع جنس البريط من الفصيلة الهليونية.